# Reinhard Mey
Reinhard Friedrich Michael Mey (nacido el 21 de diciembre de 1942) es un cantautor alemán. En Francia es conocido como Frédérik Mey.
Hasta 2009, Mey había lanzado 27 álbumes en alemán y generalmente lanza un nuevo álbum aproximadamente cada dos años; su primer álbum fue Ich wollte wie Orpheus singen (1967). Su mayor éxito hasta la fecha fue Mein Achtel Lorbeerblatt (1972). Su canción más famosa, con diferencia, es "Über den Wolken" (1974), que numerosos artistas alemanes han versionado. Mey es conocido por embarcarse en una extensa gira de conciertos cada dos o tres años, con un álbum en vivo lanzado de cada gira.

## Biografía
Reinhard Mey nació el 21 de diciembre de 1942 en Berlín, Alemania, donde pasó su infancia. A los 12 años, tuvo su primera clase de piano, y a los 14 años consiguió su primera guitarra. Se enseñó a sí mismo a tocar la trompeta. Durante sus años escolares, ganó experiencia en el escenario tocando música Skiffle con amigos. En 1964, a Mey se le ofreció la oportunidad de actuar en un festival de Liedermacher en el Castillo de Waldeck, una ruina de castillo convertida. Esto llevó a su primer contrato discográfico. En 1961, se unió al grupo Les Trois Affamés, con Schobert Schulz.
En 1963, Mey se graduó del Gimnasio Francés en Berlín, obteniendo el Abitur alemán así como el Baccalauréat francés, y posteriormente comenzó una formación profesional como comerciante industrial en Schering AG Berlín. Abandonó sus estudios universitarios en economía para concentrarse en la composición de canciones y el canto, y desde entonces ha sido un intérprete exitoso en Alemania, Francia y los Países Bajos. Ha escrito canciones en alemán, francés, neerlandés e inglés. Graba su material en francés bajo el nombre de Frédérik Mey. En 1967, se casó con una mujer francesa llamada Christine. Su matrimonio se disolvió en 1976.
Hoy, Mey vive en Berlín-Frohnau en su segundo matrimonio (desde 1977) con Hella Hennies (nacida en Hannover), y tuvo tres hijos en el matrimonio: Frederik (nacido el 20 de noviembre de 1976), Maximilian (nacido el 28 de enero de 1982; fallecido en mayo de 2014) y Victoria-Luise (nacida el 19 de noviembre de 1985).
Su hijo Maximilian murió en mayo de 2014 después de cinco años en estado vegetativo persistente. Una neumonía severa no diagnosticada había llevado a un paro cardiopulmonar, del cual él fue resucitado después de ocho minutos de hipoxia.

## Letras y opiniones políticas
Mey escribe canciones tanto sensibles como humorísticas, con temas tomados principalmente de su vida cotidiana y su entorno. Sus temas incluyen la vida en la carretera, sus aficiones (por ejemplo, volar), recuerdos de la infancia, su vida familiar y su entorno, y ocasionalmente la política.
La política de Mey tiende a ser moderada a inclinada hacia la izquierda. Se manifiesta en particular a favor de la libertad y la no violencia, no solo en sus canciones (por ejemplo, participó en una manifestación a principios de 2003 contra la inminente guerra en Irak). Sin embargo, su canción "Annabelle" critica el activismo femenino políticamente correcto, serio y poco sereno; se dice que Mey más tarde se arrepintió de ello y escribió otra canción en respuesta a sí mismo. Fuertemente influenciado por el chanson francés, las canciones políticas de Mey eran relativamente escasas entre sus obras al principio. Sin embargo, han aumentado en cantidad con el tiempo, de tal manera que generalmente hay al menos una canción sobre política en cada nuevo álbum. 
Durante años, Mey ha sido un vegetariano entusiasta, y también ha estado activo en el capítulo alemán de la organización Personas por el Trato Ético de los Animales (PETA). Varias de sus canciones tratan sobre el tema de la prevención de la crueldad hacia los animales, siendo la más famosa "Die Würde des Schweins ist unantastbar" (aproximadamente, "la dignidad de un cerdo es inviolable", haciendo eco de la primera frase del primer artículo de la constitución alemana).

## Premios
- 1968: Prix International de la Chanson française (el primer cantante no francés en recibir este premio)
- 1972: Grand Prix du Disque
- 1983: Verdienstkreuz am Bande (Cruz del Mérito en cinta)
- 2001: Verdienstkreuz 1. Klasse (Cruz del Mérito, Primera clase)